# 1883 in Italia

## Avvenimenti
- 1º gennaio: entra in vigore il codice commerciale italiano, approvato con la legge del 2 aprile 1882 e promulgata con il decreto reale il 31 ottobre 1882[1].

- 21 gennaio: si inaugura a Roma il Palazzo delle Esposizioni. La costruzione era iniziata nel 1877, su progetto di Pio Piacentini. Il palazzo viene inaugurato con la Esposizione Nazionale di Belle Arti[2].

- 25 maggio: entra in carica il Governo Depretis V che subentra al Governo Depretis IV[3]. Il governo decide di contrastare l'ascesa del movimento socialista istituendo un Fondo nazionale per gli infortuni sul lavoro, al quale i dipendenti possono iscriversi volontariamente.

- 20 giugno: Leone Wollemborg fonda la cassa di prestiti di Loreggia, la prima cassa rurale d'Italia di tipo Raiffeisen[4].

- 28 giugno: l'ingegnere Giuseppe Colombo inaugura a Milano la prima centrale elettrica dell'Europa continentale[5].

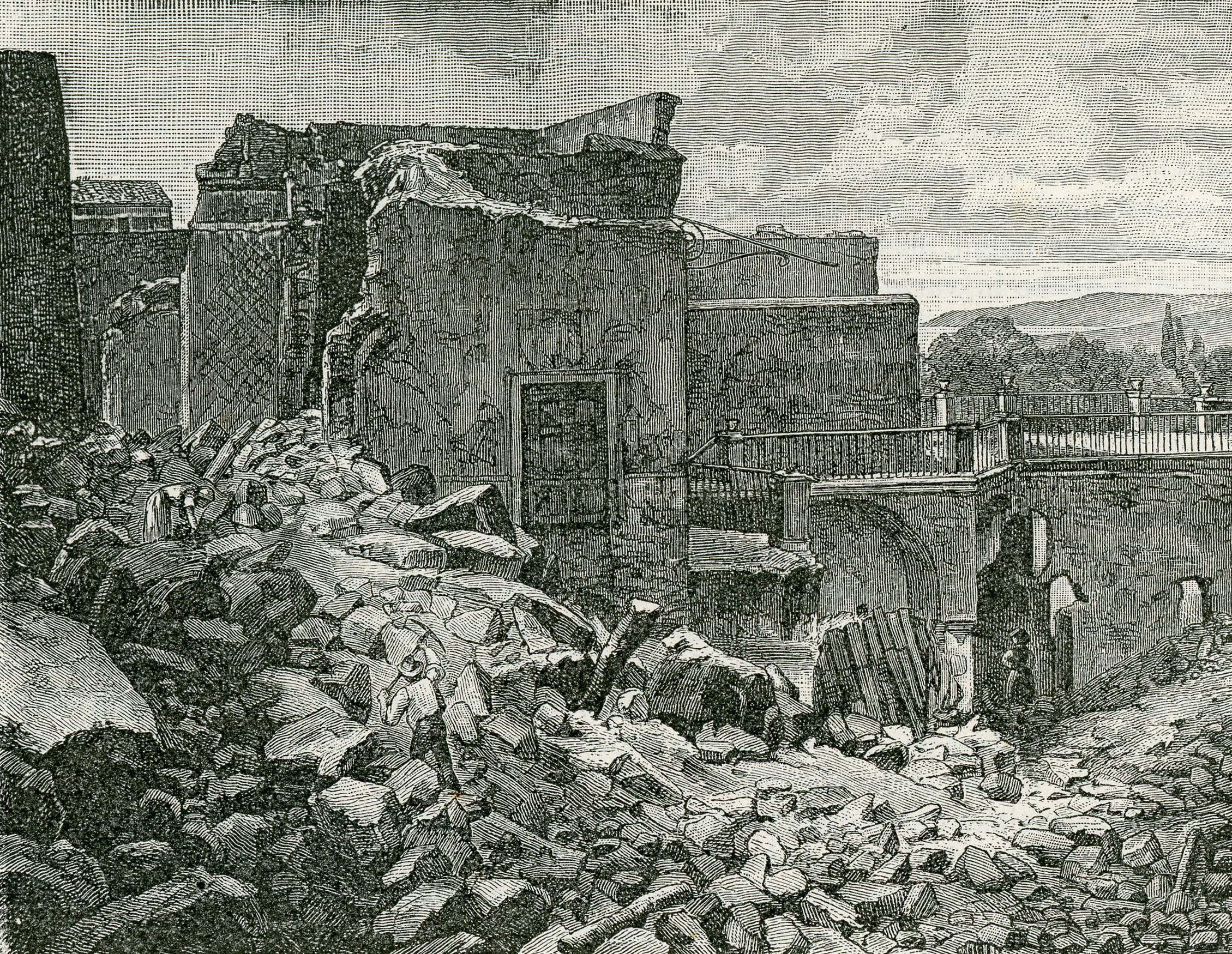
Un quartiere di Casamicciola dopo il terremoto del 1883.

- 28 luglio: un violento terremoto a Ischia distrugge le città di Casamicciola Terme, Lacco Ameno e Forio, provocando 2 313 morti e 762 feriti[6].

- 29 luglio: nasce a Dovia di Predappio Benito Amilcare Andrea Mussolini.

- 26 dicembre: illuminazione elettrica de La Scala a Milano per l’opera La Gioconda di Amilcare Ponchielli[7].

- l'ingegnere Alessandro Ferretti realizza la funicolare di Vicenza, un impianto sperimentale utilizzato per acquisire esperienze con questo tipo di trazione[8].

## Economia
- nascono:
  - Banca Popolare di Puglia e Basilicata, a Gravina
  - Banca Popolare di Secondigliano
  - Banca Mutua Popolare di Trapani

## Cultura

### Archeologia
- è scoperta la casa di Giove, domus ritrovata negli scavi archeologici di Pompei. Prende il nome dall'affresco situato nel larario[9].

### Arte
- 21 gennaio, a Roma, al Palazzo delle Esposizioni, apre la Esposizione Nazionale di Belle Arti[10].

### Narrativa
- febbraio: Carlo Collodi pubblica le Avventure di Pinocchio. Il testo era già uscito a puntate nel 1881 e 1882 sul Giornale per i bambini.

- ottobre: esce a puntate, su la La Nuova Arena di Verona, La tigre della Malesia, un romanzo di Emilio Salgari.

- Matilde Serao scrive Fantasia, il suo primo romanzo lungo, pubblicato a Torino con la casa editrice Casanova[11].
- è pubblicata Ritratti umani, dal calamajo di un mèdico, una raccolta di racconti di Carlo Dossi.

### Musica
- Francesco Paolo Frontini scrive la musica di ciuri, ciuri.
- esce a Milano, per i tipi di Ricordi, Eco della Sicilia, una raccolta di canti popolari siciliani, a cura di Francesco Paolo Frontini.

### Poesia
- 8 dicembre: alle "ore 3 pomeridiane" Giosuè Carducci termina la stesura di San Martino pubblicata pochi giorni dopo nel supplemento Natale e capo d'anno de L'Illustrazione Italiana.
- Giovanni Pascoli scrive Leucothoe, un poemetto in latino. È stato ritrovato e pubblicato nel 2012[12].

### Sport
- 1º agosto è fondata la Pro Patria Milano, seguito alla scissione dalla Società Ginnastica Milanese Forza e Coraggio[13].

### Stampa
- nascono:
  - La Tribuna quotidiano fondato, a Roma, da Alfredo Baccarini e Giuseppe Zanardelli, due tra i cinque capi della corrente della Sinistra storica detta «Pentarchia». Fu pubblicata fino al novembre 1946.
  - Giornale storico della letteratura italiana periodico dedicato alla letteratura italiana fondato, a Torino,da Rodolfo Renier, Arturo Graf e Francesco Novati[14].
  - La Libertà quotidiano fondato da Ernesto Prati a Piacenza[15].